# Martí Bonacolsi
Martí Bonacolsi fou fill de Rinald Bonacolsi. Fou rector de Màntua el 1253, però no se sap quan va morir. Va deixar dos fills: Bertolino, que encara era viu el 24 de febrer de 1303, i Castellano, que encara era viu el 18 de novembre de 1308.